# Schweinschied
Schweinschied là một đô thị thuộc huyện Bad Kreuznach trong bang Rheinland-Pfalz, phía tây nước Đức. Đô thị Schweinschied có diện tích 6,35 km², dân số thời điểm ngày 31 tháng 12 năm 2006 là 187 người.